# Snílci (Adair)
Snílci (v orig. The Dreamers) jsou román skotského spisovatele Gilberta Adaira z roku 2003. Děj se odehrává na pozadí pařížských nepokojů z roku 1968, hlavními postavami jsou americký student Matthew a jeho francouzští přátelé – dvojčata – Isabella a Théo.

## O knize
Původní verze románu vyšla v roce 1998 po názvem The Holy Innocents (doslova „Svatí nevinní“). Adair však nebyl s touto verzí románu příliš spokojen. Když jej v roce 2001 oslovil režisér Bernardo Bertolucci, který chtěl Snílky převést na filmové plátno, rozhodl se Adair knihu zásadním způsobem přepsat. Souběžně s přepisováním knihy napsal i scénář, který dal vzniknout stejnojmennému filmu, jehož premiéra proběhla v roce 2003.

## Obsah
Celý děj se odehrává v Paříži v roce 1968. Hlavními postavami románu jsou osmnáctiletý americký student francouzštiny Matthew, jeho přibližně stejně starý pařížský kamarád Théo a jeho dvojče Isabelle. Matthew je do Isabelly tajně zamilován a stále bojujíce se svou bisexualitou si je vědom toho, že miluje i Théa. Všichni tři patří mezi tzv. krysy z kinotéky (rats de Cinémathèque), čili pravidelné návštěvníky Francouzské filmotéky, kteří si nenechají ujít jediný promítaný film. Když se jednoho večera opět sejdou před kinem, zjistí, že je kino zavřeno. Později přijdou na to, že byl z čela Francouzské filmotéky odvolán její zakladatel Henri Langlois, kultovní postava francouzského filmu. Trojice přátel je v šoku, avšak brzy se rozejdou domů. Na zítřejší den si domluví schůzku.
Následující den se trojice sešla v jedné z pařížských kaváren. Tato situace je pro ně nezvyklá, protože i když byli relativně blízkými přáteli, jejich vzájemný styk se omezoval výhradně na návštěvu kina. Kino a filmy jsou tím, co je velmi úzce spojuje a nemluví spolu takřka o ničem jiném. Po dni stráveném touláním Paříží a návštěvě Louvru pozvala dvojčata Matthewa na večeři k sobě domů. Otec dvojčat, slavný francouzský básník, si Matthewa celkem oblíbí a nabídne mu, aby u nich přespal. Matthew svolí. Když jde večer na toaletu a nakoukne do Théova pokoje, ve světle lampy spatří vedle nahého spícího Théa svlečenou Isabelle, která svého bratra láskyplně objímá.
Matthew je z počátku zmaten, pak to ale nechá být. Následující den mu Isabelle nabídne, aby u nich Matthew zůstal celý měsíc. Rodiče dvojčat totiž odjíží na měsíc do svého letního sídla, aby tam básník dopsal svou knihu. Matthew si je vědom toho, že nastěhovat se do bytu svých přátel by byla obrovská chyba; zároveň si připustil, že ještě větší chyba by bylo pozvání odmítnout. Bezprostředně po nastěhování život plyne podobně jako dosud: trojice chodí do školy a společné večery tráví debatami o filmech. Na popud Isabelle začínají hrát novou hru: když někoho kdykoliv napadne scéna z filmu, která by se hodila na aktuální situaci, předvede nějakou postavu a zeptá se „Kterej film?“. Když to druzí neuhodnou, musejí zaplatit finanční obnos.
Když přátele omrzí hrát o franky, začnou dávat „fanty“, tzn. poplatky v naturáliích. První fant udělí Isabelle svému bratrovi: měl před ní a Matthewem masturbovat nad plakátem Gene Tierneyové. Théo bez většího odporu svolí. Tím dostává hra zcela nový rozměr. Théův protiúder na sebe nenechá dlouho čekat: dalším fantem uděleným sestře a Matthewovi je vzájemný sexuální styk. Matthew je k němu z počátku přinucen násilím, pak ale podlehne Isabellině kráse a vlastní touze po sexuálním ukojení. Trojice se postupně začíná čím dál tím více uzavírat do vlastního světa: přestanou chodit do školy, ven vycházejí jen za účelem krádeže luxusních potravin v místním supermarketu a plně se oddávají svobodě v podobě sexuálních hrátek bez hranic a naturalistickému předvádění filmů.
Úplně zapomenou na čas a když utratí všechny peníze a v supermarketu je jim zamezeno krást, přestanou jíst úplně a jen přežívají, stále uzavřeni v temném bytě. Jejich uzavřenost vyvrcholí v momentě, kdy Théo osouloží Matthewa, který se z počátku brání, pak ale opět podlehne vlastní sexuální touze. Když už se zdá, že se nevyhnutelně blíží jejich konfrontace se „skutečným“ světem, vletí jim do okna kámen. Když se podívají z okna, spatří obrovské množství demonstrantů i policejních složek CRS. Pařížské studentské nepokoje začaly. Jako omámení se vydají ven do ulic. Matthew je brzy chycen policejním důstojníkem v civilu, který mu vyhrožuje deportací do USA, Théo však důstojníkovi rozbije hlavu dlažební kostkou.
Trojice brzy najde svého známého Charlese, který jim vysvětlí situaci. Tři přátelé, kteří byli předešlé týdny uzavřeni ve vlastním světě, jen pomalu začínají chápat souvislosti: roznětkou pro nepokoje bylo právě odvolání Henriho Langloise z čela Francouzské filmotéky a nepokoje postupně rostly až do pouličních bojů proti policejním složkám, stavění barikád a otevřenému násilí. Trojice se dále potuluje městem, když Théo spatří, jak policie mučí zadrženou dívku. Théo ji přispěchá na pomoc, je však přemožen těžkooděnci, kteří ho začnou mlátit obušky. Isabelle se mu snaží pomoci, proti obrněncům však nemá šanci. Matthew se v návalu zoufalství pokusí odvrátit pozornost těžkooděnců tím, že vyběhne na barikádu, zvedne spadlou vlajku a začne zpívat. Jeden z policistů ho zastřelí samopalem, přičemž ihned svého činu lituje a se slzami v očích na něj řve „Nebylo to schválně!“.
Poslední scéna knihy se odehrává ve Francouzské filmotéce, kde před lidi předstupuje staronový, čerstvě jmenovaný ředitel institutu, Henri Langloise.

## Česká vydání
- ADAIR, Gilbert. Snílci: romance. Praha: Mladá fronta, 2004. ISBN 80-204-1129-1.
- ADAIR, Gilbert. Snílci: romance. Praha: Mladá fronta, 2006. ISBN 80-204-1768-0.